# Medaillenspiegel der Olympischen Sommerspiele 1972
Diese Tabelle zeigt den Medaillenspiegel der Olympischen Sommerspiele 1972 in München. Die Platzierungen sind nach der Anzahl der gewonnenen Goldmedaillen sortiert, gefolgt von der Anzahl der Silber- und Bronzemedaillen. Weisen zwei oder mehr Länder eine identische Medaillenbilanz auf, werden sie alphabetisch geordnet auf dem gleichen Rang geführt. Dies entspricht dem System, das vom Internationalen Olympischen Komitee (IOC) verwendet wird.
48 der 121 teilnehmenden Nationen gewannen in einem der 195 ausgetragenen Wettbewerbe mindestens eine Medaille. Von diesen gewannen 25 mindestens eine Goldmedaille.

## Medaillenspiegel
| Platz | Mannschaft               | Gold | Silber | Bronze | Gesamt |
| ----- | ------------------------ | ---- | ------ | ------ | ------ |
| 01    | Sowjetunion (URS)        | 50   | 27     | 22     | 99     |
| 02    | Vereinigte Staaten (USA) | 33   | 31     | 30     | 94     |
| 03    | DDR (GDR)                | 20   | 23     | 23     | 66     |
| 04    | BR Deutschland (FRG)     | 13   | 11     | 16     | 40     |
| 05    | Japan (JPN)              | 13   | 8      | 8      | 29     |
| 06    | Australien (AUS)         | 8    | 7      | 2      | 17     |
| 07    | Polen (POL)              | 7    | 5      | 9      | 21     |
| 08    | Ungarn (HUN)             | 6    | 13     | 16     | 35     |
| 09    | Bulgarien (BUL)          | 6    | 10     | 5      | 21     |
| 10    | Italien (ITA)            | 5    | 3      | 10     | 18     |
| 11    | Schweden (SWE)           | 4    | 6      | 6      | 16     |
| 12    | Großbritannien (GBR)     | 4    | 5      | 9      | 18     |
| 13    | Rumänien (ROU)           | 3    | 6      | 7      | 16     |
| 14    | Finnland (FIN)           | 3    | 1      | 4      | 8      |
| 0     | Kuba (CUB)               | 3    | 1      | 4      | 8      |
| 16    | Niederlande (NED)        | 3    | 1      | 1      | 5      |
| 17    | Frankreich (FRA)         | 2    | 4      | 7      | 13     |
| 18    | Tschechoslowakei (TCH)   | 2    | 4      | 2      | 8      |
| 19    | Kenia (KEN)              | 2    | 3      | 4      | 9      |
| 20    | Jugoslawien (YUG)        | 2    | 1      | 2      | 5      |
| 21    | Norwegen (NOR)           | 2    | 1      | 1      | 4      |
| 22    | Nordkorea (PRK)          | 1    | 1      | 3      | 5      |
| 23    | Neuseeland (NZL)         | 1    | 1      | 1      | 3      |
| 24    | Uganda (UGA)             | 1    | 1      | —      | 2      |
| 25    | Dänemark (DEN)           | 1    | —      | —      | 1      |
| 26    | Schweiz (SUI)            | —    | 3      | —      | 3      |
| 27    | Kanada (CAN)             | —    | 2      | 3      | 5      |
| 28    | Iran (IRI)               | —    | 2      | 1      | 3      |
| 29    | Belgien (BEL)            | —    | 2      | —      | 2      |
| 0     | Griechenland (GRE)       | —    | 2      | —      | 2      |
| 31    | Kolumbien (COL)          | —    | 1      | 2      | 3      |
| 0     | Österreich (AUT)         | —    | 1      | 2      | 3      |
| 33    | Argentinien (ARG)        | —    | 1      | —      | 1      |
| 0     | Südkorea (KOR)           | —    | 1      | —      | 1      |
| 0     | Libanon (LBN)            | —    | 1      | —      | 1      |
| 0     | Mexiko (MEX)             | —    | 1      | —      | 1      |
| 0     | Mongolei (MGL)           | —    | 1      | —      | 1      |
| 0     | Pakistan (PAK)           | —    | 1      | —      | 1      |
| 0     | Türkei (TUR)             | —    | 1      | —      | 1      |
| 0     | Tunesien (TUN)           | —    | 1      | —      | 1      |
| 41    | Äthiopien (ETH)          | —    | —      | 2      | 2      |
| 0     | Brasilien (BRA)          | —    | —      | 2      | 2      |
| 43    | Ghana (GHA)              | —    | —      | 1      | 1      |
| 0     | Indien (IND)             | —    | —      | 1      | 1      |
| 0     | Jamaika (JAM)            | —    | —      | 1      | 1      |
| 0     | Niger (NIG)              | —    | —      | 1      | 1      |
| 0     | Nigeria (NGR)            | —    | —      | 1      | 1      |
| 0     | Spanien (ESP)            | —    | —      | 1      | 1      |
|       | Gesamt                   | 195  | 195    | 210    | 600    |

## Medaillen bei den Demonstrationswettbewerben*
| Platz | Mannschaft               | Gold | Silber | Bronze | Gesamt |
| ----- | ------------------------ | ---- | ------ | ------ | ------ |
| 01    | Vereinigte Staaten (USA) | 3    | 2      | 1      | 6      |
| 02    | Indonesien (INA)         | 2    | 1      | 1      | 4      |
| 03    | Italien (ITA)            | 1    | 1      | —      | 2      |
| 0     | Niederlande (NED)        | 1    | 1      | —      | 2      |
| 05    | Frankreich (FRA)         | 1    | —      | 2      | 3      |
| 0     | Großbritannien (GBR)     | 1    | —      | 2      | 3      |
| 07    | Japan (JPN)              | 1    | —      | 1      | 2      |
| 08    | Australien (AUS)         | —    | 2      | —      | 2      |
| 0     | Dänemark (DEN)           | —    | 2      | —      | 2      |
| 10    | BR Deutschland (FRG)     | —    | 1      | 4      | 5      |
| 11    | Malaysia (MAS)           | —    | 1      | —      | 1      |
| 12    | Finnland (FIN)           | —    | —      | 1      | 1      |
| 0     | Kanada (CAN)             | —    | —      | 1      | 1      |
| 0     | Schweden (SWE)           | —    | —      | 1      | 1      |
|       | Gesamt                   | 10   | 11     | 14     | 35     |

* Die olympischen Demonstrationssportarten umfassten Badminton und Wasserskifahren.